# تولید قهوه در کوبا

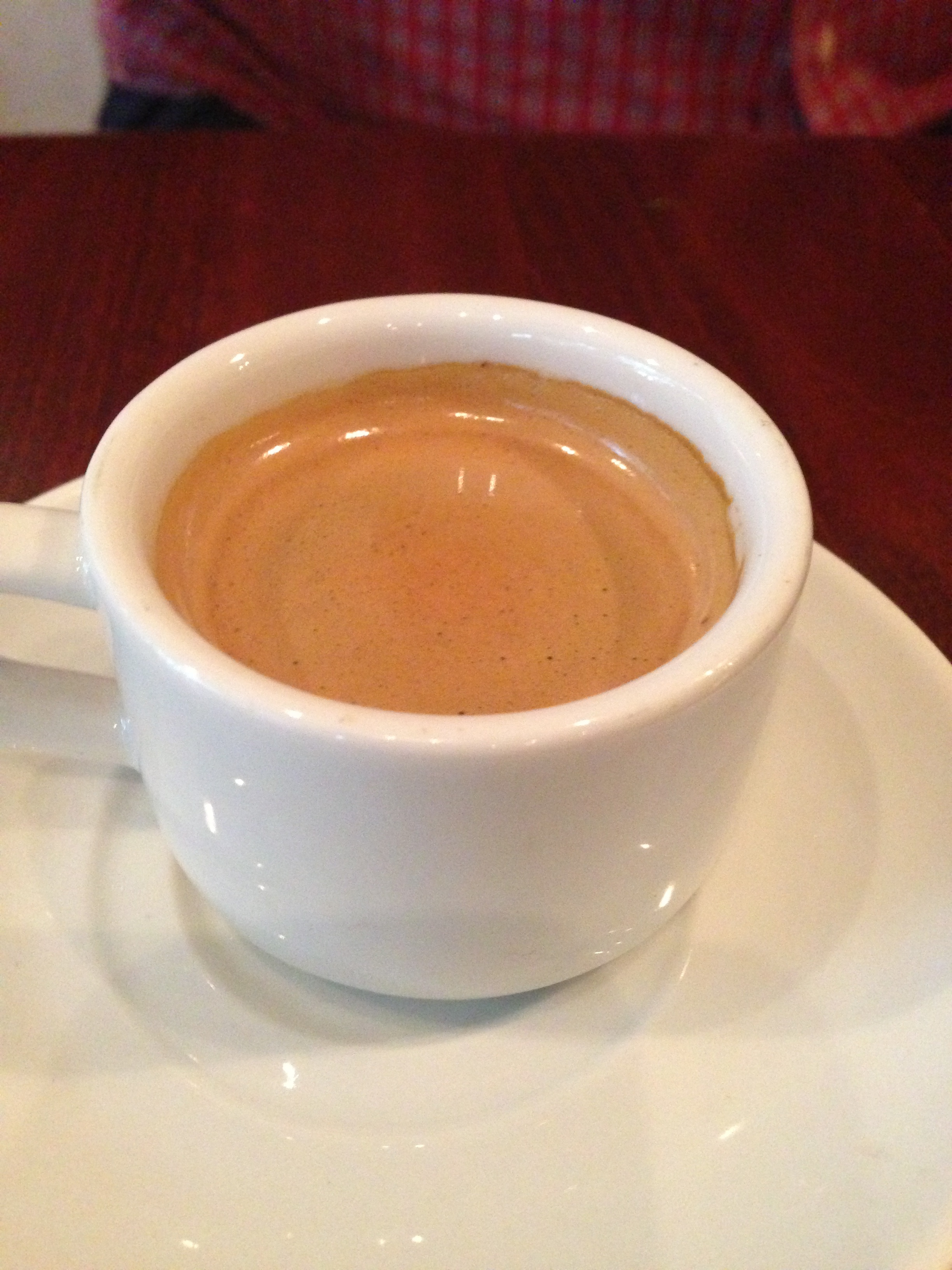
یک فنجان قهوه کوبایی

قهوه در کوبا از اواسط سده ۱۸ام میلادی تولید می‌شده است. پس از انقلاب در هائیتی کشاورزان فرانسوی زیادی به کوبا فرار کردند و مزارع قهوه از جلگه‌های غربی تا حدود کوهستان‌های مجاور گسترش یافتند.

## تاریخچه
تولید قهوه در شرق کوبا در طی قرن ۱۹ام و ۲۰ام منجر به ایجاد یک زمینه فرهنگی ویژه گردید و صحنه مهمی از توسعه این نوع کشاورزی را به نمایش گذاشت. از این رو، یونسکو در سال ۲۰۰۰ استان‌های سانتیگو و گوانتانامو در ناحیه جنوب شرقی را به عنوان میراث جهانی اعلام کرد. پیش از دورهٔ کاسترو، صنعت قهوه کوبا رشد چشمگیری داشت. در میانهٔ دههٔ ۱۹۵۰، کوبا سالیانه بیش از ۲۰۰۰۰ تن دانهٔ قهوه صادر می‌نمود.

## تولید

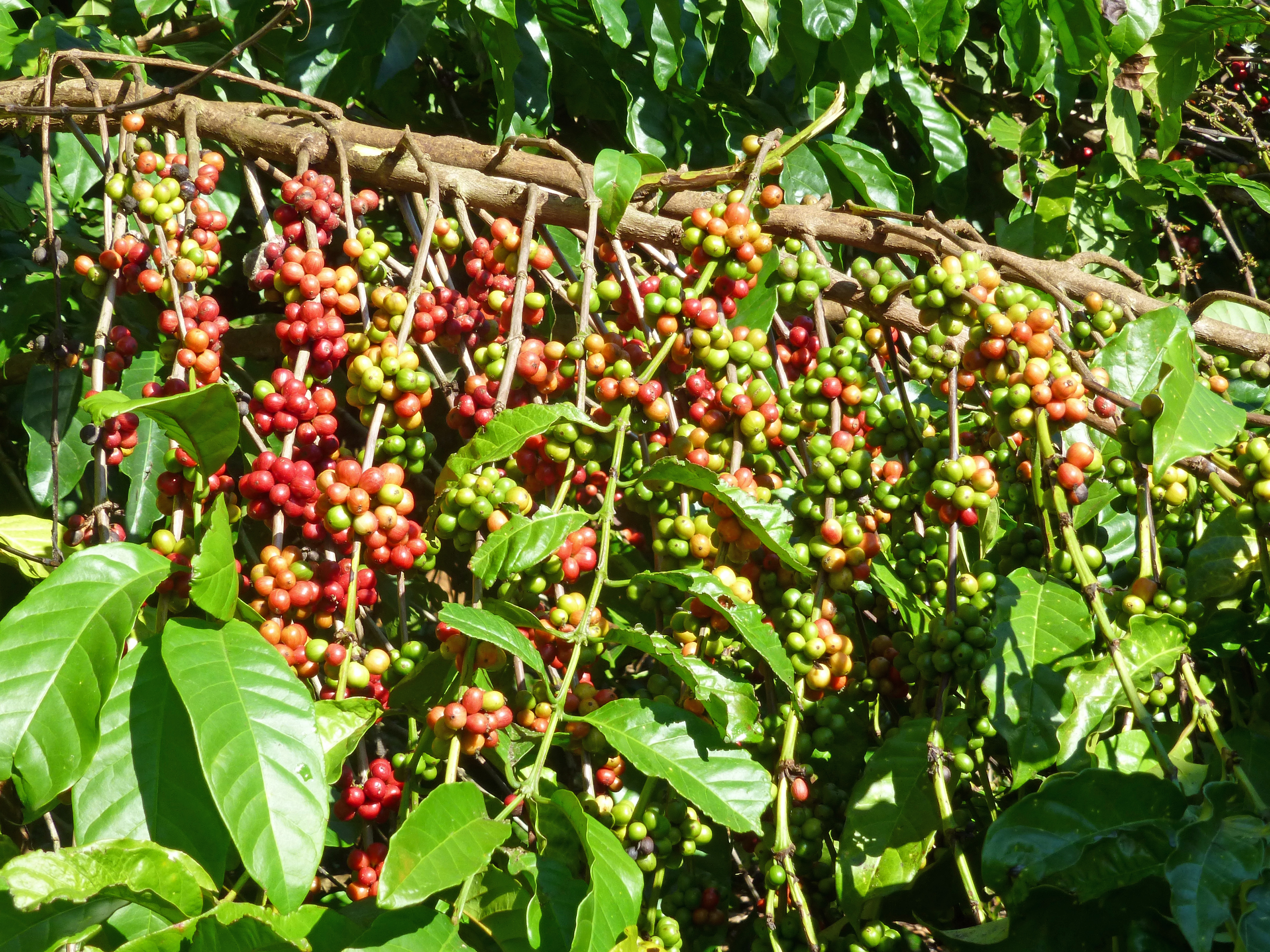
مزرعه قهوه (Robusta) واقع در دره Viñales (کوبا)

در قرن ۲۱ام، ۹۲ درصد قهوه کشور در ناحیه کوهستان Sierra Maestra تولید شده است. قهوه در ماه‌های سپتامبر تا ژانویه برداشت می‌شود.
بنا به آمار فائو مجموع زمین‌های کشت قهوه از ۱۷۰،۰۰۰ هکتار در سال ۱۹۶۱ به ۲۶،۹۳۵ هکتار در سال ۲۰۱۱ کاهش یافته است.